# Syngonanthus yacuambensis
Syngonanthus yacuambensis är en gräsväxtart som beskrevs av Harold Norman Moldenke. Syngonanthus yacuambensis ingår i släktet Syngonanthus och familjen Eriocaulaceae. IUCN kategoriserar arten globalt som sårbar.
Artens utbredningsområde är Ecuador. Inga underarter finns listade i Catalogue of Life.